# Frank Yablans
 (juin 2013).
Si vous disposez d'ouvrages ou d'articles de référence ou si vous connaissez des sites web de qualité traitant du thème abordé ici, merci de compléter l'article en donnant les références utiles à sa vérifiabilité et en les liant à la section « Notes et références ».
Frank Yablans, né le 27 août 1935 à Brooklyn, et mort le 27 novembre 2014 à Los Angeles, est un producteur et scénariste américain.

## Carrière
Comme président de Paramount, il est responsable de la production de films comme Le Parrain, Chinatown, La Barbe à papa, Serpico, Un justicier dans la ville, Lady Sings the Blues, Le Crime de l'Orient-Express ou Plein la gueule. Paramount Television, qui dépend directement de lui, produit durant son mandat Star Trek, Mission impossible, Love, American Style et le pilote des Jours heureux.
Il est également initiateur de la création de Cinema International Corporation, une coentreprise avec Universal Pictures.
Comme producteur délégué indépendant pour Paramount ou 20th Century-Fox, il est responsable de Transamerica Express (1976), De l'autre côté de minuit (1977) et de Congo (1995). Il scénarise et produit Maman très chère en 1981.